# Ludwig Gerstein

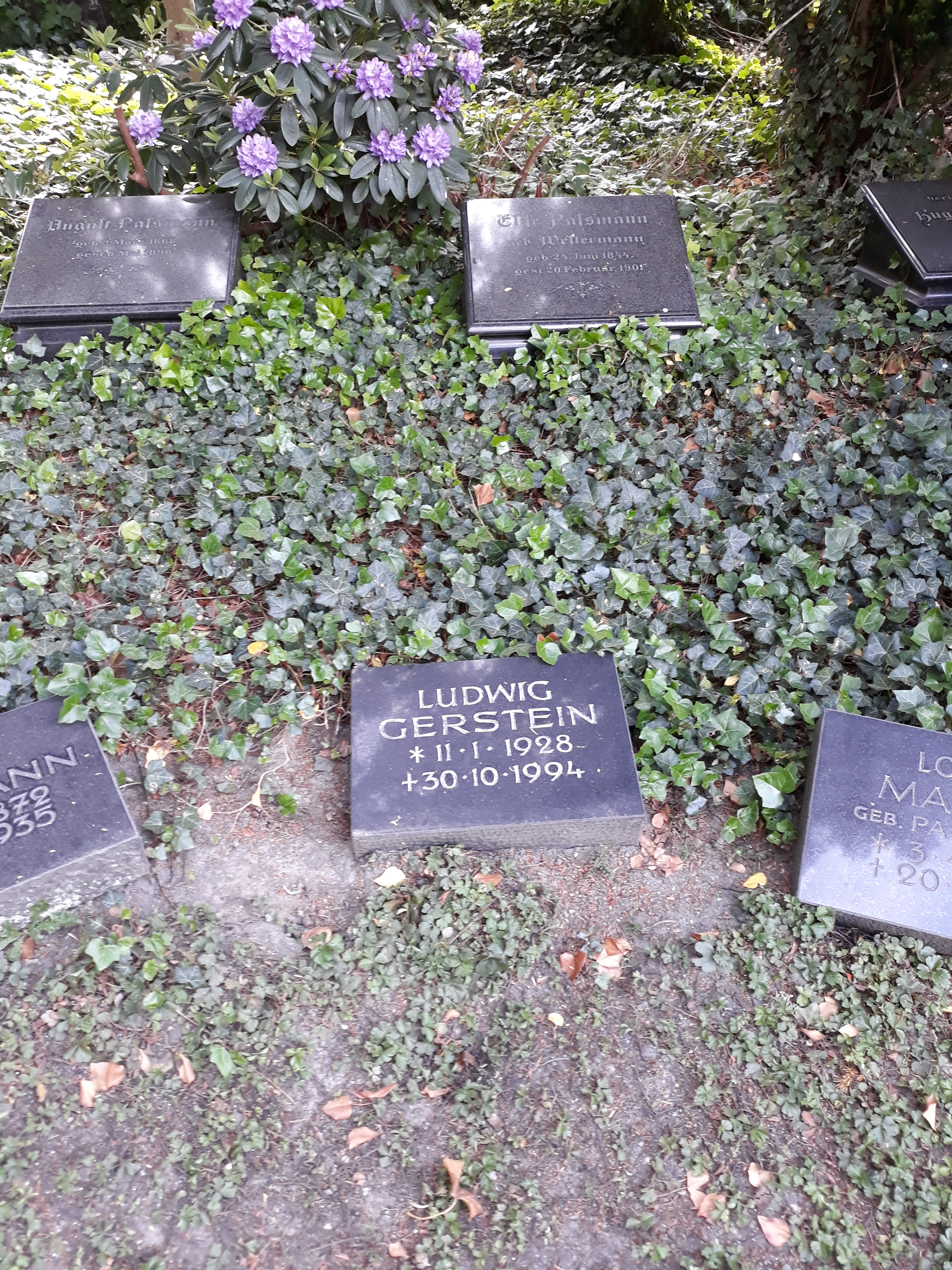
Das Grab von Ludwig Gerstein auf dem Friedhof Dortmund-Oespel

Ludwig Gerstein (* 11. Januar 1928 in Rotterdam, Niederlande; † 30. Oktober 1994 in Dortmund) war ein deutscher Bergwerksdirektor und CDU-Politiker, unter anderem als Mitglied des Deutschen Bundestages und der Enquete-Kommission Zukünftige Energiepolitik.

## Leben
Ludwig Gersteins Eltern waren der Kaufmann Johann Daniel Gerstein (1900–1985) und Ilse Gerstein, geborene Koechling (1903–1985). Er besuchte ein Gymnasium in Dortmund und studierte 1948 bis 1949 an der Albert-Ludwigs-Universität Freiburg und 1949 bis 1952 an der TH Aachen. Er schloss sein Studium als Diplom-Ingenieur mit der Fachrichtung Bergbau ab und wurde Assessor des Bergfachs. 1949 wurde er Mitglied des Corps Montania Aachen. Von 1953 bis 1954 war er als Vermessungsingenieur in Südafrika tätig. Ab 1956 war er bei der Dortmunder Bergbau AG (1966 bis 1977 Leiter der Schachtanlage Hansa bzw. Bergwerksdirektor der Zeche Hansa in Huckarde) und ab 1969 der Ruhrkohle AG (ab 1976 als Hauptabteilungsleiter und ab 1980 als Prokurist) tätig. Gerstein trat 1968 der Christlich Demokratischen Union bei. 1956 heiratete er Barbara Maiweg; aus der Ehe ging sein Sohn Dietrich Gerstein hervor. Ludwig Gerstein wurde 1968 Mitglied der CDU, war von 1969 bis 1977 Ratsmitglied in Dortmund, von 1970 bis 1985 Kreisvorsitzender der CDU in Dortmund und von 1976 bis 1990 Mitglied des Deutschen Bundestages. Für seine Verdienste um einen parteiübergreifenden Konsens in der Energie- und Kohlepolitik erhielt er 1985 das Bundesverdienstkreuz Erster Klasse.